# VU-Centrum voor Nederlandse Religiegeschiedenis
VU-Centrum voor Nederlandse Religiegeschiedenis, ook ReLiC genaamd, was gevestigd aan de Faculteit der Letteren aan de Vrije Universiteit in Amsterdam. Van 2008 tot 2012 maakte het deel uit van VISOR, VU Institute for the Study of Religion, Culture and Society. ReLiC beoogde het initiëren, stimuleren en coördineren van onderzoek naar de religieuze geschiedenis van Nederland en het publiceren van onderzoeksresultaten via diverse media.

## Oorsprong
Het centrum ging uit van de Vrije Universiteit, gesticht in 1880 door de erudiete theoloog, kerkhistoricus en politicus Abraham Kuyper (1837-1920). De oorspronkelijke doelstelling van de universiteit was het mogelijk maken en bevorderen van wetenschappelijk onderwijs en onderzoek op basis van een specifieke godsdienstige overtuiging (het calvinisme), in een academische omgeving die vrij was van directe controle van kerk of overheid. Zodoende is de Vrije Universiteit van meet af nauw verbonden geweest met de begrippen religie en vrijheid, woorden die de basis vormden van ReLiC: het bevorderen van onderzoek naar Nederlandse religiegeschiedenis in een klimaat van tolerantie, wederzijds respect, en intellectuele openheid.

## Samenwerkingsverband
Het centrum was een samenwerkingsverband van onderzoekers aan de Faculteit der Letteren van de Vrije Universiteit in Amsterdam. Het werd geleid door de historici Fred van Lieburg en Joris van Eijnatten. Zij fungeerden ook als redacteuren van Studies in Dutch Religious History, de Engelstalige ReLiC-reeks van monografieën en bronnenpublicaties.
De directie van het VU-Centrum stelde zich onder meer ten doel om promovendi te begeleiden bij het schrijven van een proefschrift of dissertatie op het gebied van de geschiedenis van religie of godsdienst in de breedste zin van het woord - inclusief het rooms-katholicisme, het protestantisme en esoterie.

## ReLiC
De naam 'ReLiC' is afgeleid van de strijdleus van de Nederlandse Opstand: Religionis et Libertatis Causa. Volgens een oude traditie werd deze opstand ondernomen 'omwille van de religie en de vrijheid'. Weliswaar is godsdienstvrijheid inbegrepen bij vrijheid als zodanig, zoals de zeventiende-eeuwse kerkhistoricus Gerard Brandt later opmerkte. Hij bekende niet te begrijpen waarom een predikant in de zomer van 1574 bezwaar maakte tegen het feit dat op een nieuwe gulden geen haec religionis ergo maar haec libertatis ergo stond vermeld. Om dergelijke discussies over de interpretatie te voorkomen, werden vrijheid en religie in de naam van het VU-Centrum voor Nederlandse Religiegeschiedenis gecombineerd. Het centrum identificeerde zich graag met de slogan religionis et libertatis causa. Het werd letterlijk omwille van de wetenschap der religieuze geschiedenis opgericht, en trachtte dit doel te bereiken in een intellectuele omgeving waarin de notie van religie zelf open staat voor elke overtuigende definitie.
Het woord 'relic' zelf heeft uiteraard nog andere duidelijke connotaties. Een reliek is een fysiek object in relatie tot een heilige man of vrouw, vereerd vanwege zijn eigenschappen van heiligheid en goddelijkheid. In deze zin verwees de naam ReLiC naar religieuze tradities als het rooms-katholicisme en het boeddhisme, maar ook naar de Middeleeuwen als een diepgaand door geloof geïnspireerd tijdvak. Het woord 'reliek' suggereert ook interesse in materiële religieuze cultuur, variërend van publieke religieuze ruimtes (bijvoorbeeld het protestantse kerkinterieur) tot objecten van private devotie. Meer in het algemeen is een reliek iets dat bewaard wordt vanwege zijn betekenis, en het was dan ook een doel van ReLiC om het bewustzijn van het Nederlandse religieuze verleden te behoeden en te bevorderen.